# Galeria de menestréis

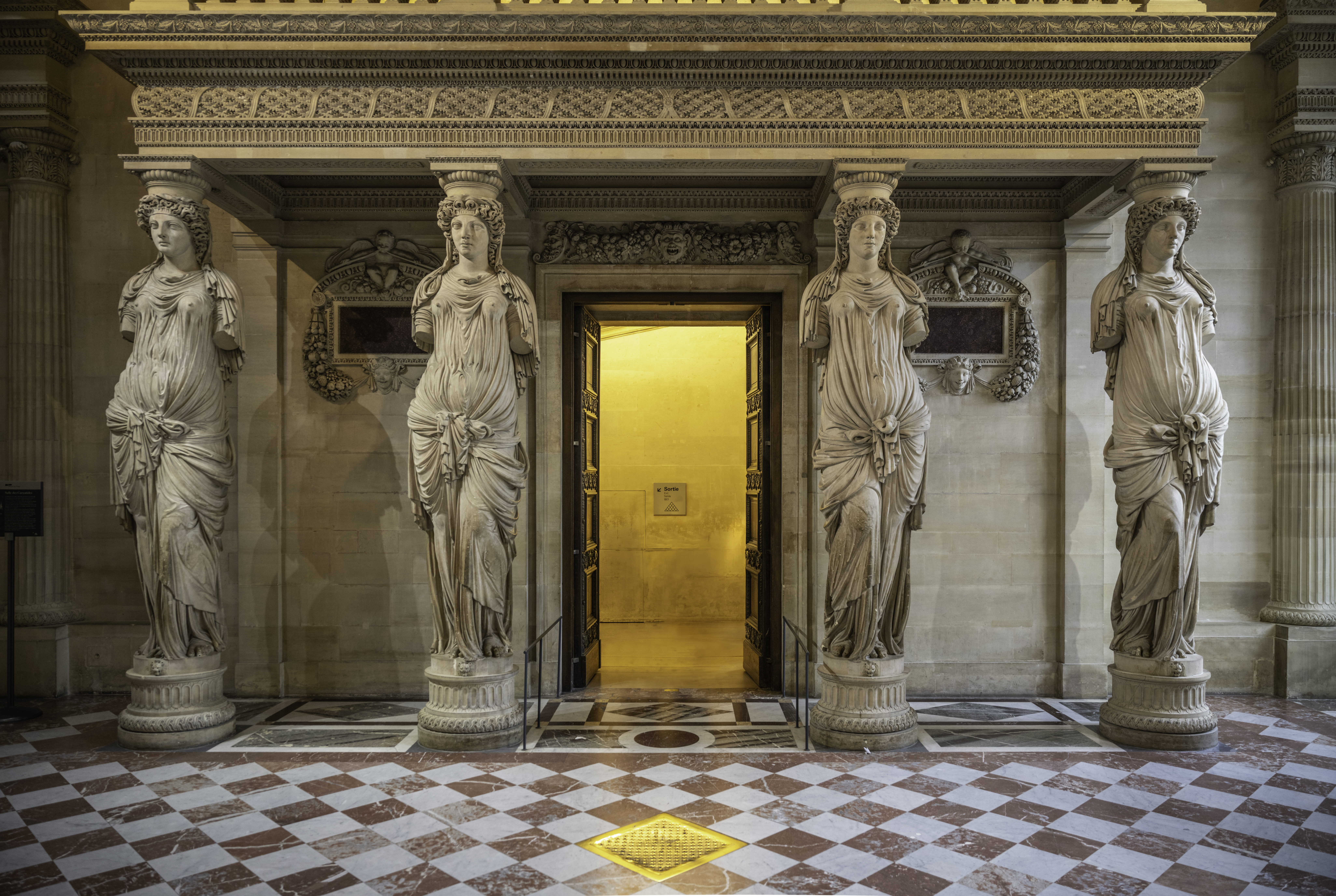
O elaborado salão dos menestréis no Salle des Caryatides, Palácio do Louvre, Paris

Galeria de menestréis ou Salão de menestréis é uma varanda em um prédio destinada a menestréis tocando para fornecer música de fundo ou entretenimento numa festa ou outro evento. Destinava-se aos músicos do senhor e ficava em uma galeria elevada com vista para o Grande Salão. Os menestréis ficavam sentados numa varanda estreita, geralmente com um corrimão ou balaustrada. Os menestréis tocavam música para o senhor e os nobres da corte. Tornou-se moda em festividades a partir dos séculos XII e XIII.